# ديشار حلو
ديشار حلو (الاسم العلمي:Pteris edulis) هو نوع نباتي يتبع جنس الديشار من فصيلة الديشارية.